# Déforestation au Nigeria

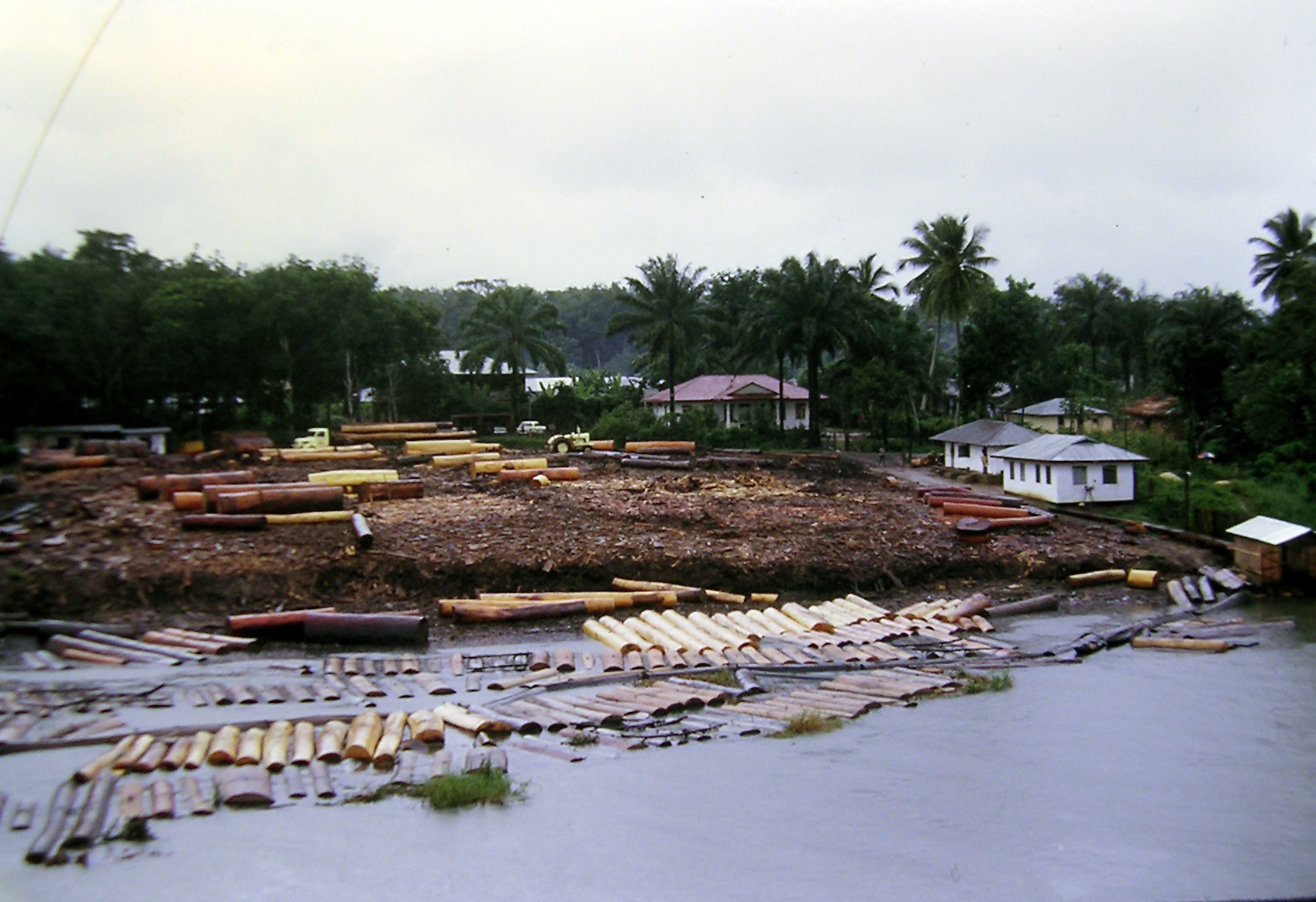
Flottage du bois dans le delta du Niger.

La déforestation au Nigeria prend des proportions particulièrement alarmantes au moins depuis la fin du XXe siècle. En 2005, ce pays a le plus fort taux de déforestation du monde d'après la Food and Agriculture Organization (FAO), juste devant celui du Viet Nâm. Le bois constitue la première source d'énergie domestique dans un pays qui connaît une forte croissance démographique. Le développement des infrastructures pèse également sur la protection de la biodiversité.

## État des lieux
Avec 102 410 km2 de forêt arrachée, le Nigeria est en troisième position des pays ayant perdu le plus de forêt dans le monde, après le Brésil et l'Indonésie. 75 % de la couverture forestière du pays disparu en vingt ans, de 1989 à 2009, dont 35,7 % entre 2000 et 2005. Le taux de déforestation du Nigeria entre 1990 et 2000 s'élève à 2,38 %.

## Causes: bois-énergie, extension des terres agricoles et urbanisation rapide

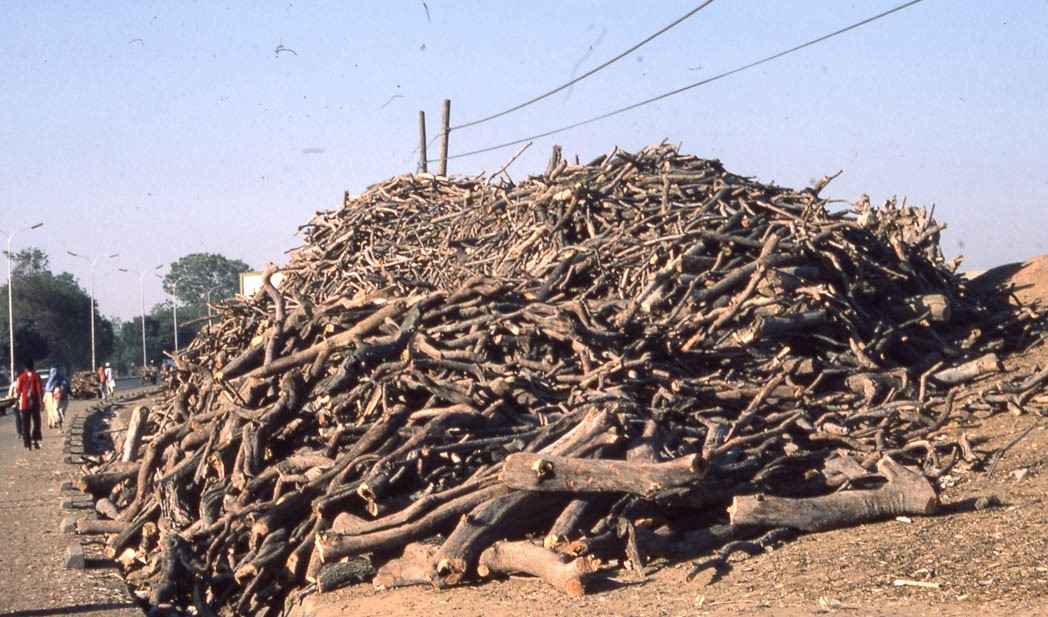
Pile de bois de chauffage à Kano.

Les causes de la déforestation y sont multiples, comme la coupe pour le bois de chauffage et pour la cuisson de l'alimentation, le développement industriel et urbain, mais surtout la pression liée à l'agriculture paysanne, notamment sur brûlis. La surface des terres cultivées est passée de 530 000 km² en 1961 à 708 000 km² en 2016. 
Le bois de chauffe constitue la première source d'énergie pour les besoins fondamentaux des ménages dans le monde rural mais aussi dans les villes depuis le choc pétrolier et l'augmentation du prix du kérosène et du gaz. En 2005, l'utilisation annuelle de cette ressources à des fins domestiques est évalué à 80 millions de m³. En 2010, plus de 76 % de la population recourait au bois de chauffe pour la cuisson des aliments, une dépendance corrélée à la pauvreté. Ainsi, l'urbanisation ne diminue pas la pression forestière exercée dans les campagnes, d'autant plus que le manque d'infrastructures et le prix compliquent le recours à des énergies alternatives comme l’électricité. Par ailleurs, d'après le WWF, 25 % de la déforestation serait associée à la production de charbon de bois. 
Parmi les infrastructures ayant occasionné un déboisement important, on peut citer l'université de Calabar, des écoles militaires et de police qui ont réduit de 7 420 hectares les réserves forestières de l'État de Kaduna  tandis que 1830 hectares des forêts d'Ajaokuta ont été utilisées dans l'acierie. La cession de parcelles situées dans les réserves naturelles et la construction de voies routières pour l'industrie minière ont également joué un rôle notable dans la déforestation de l'État de Cross River, qui en 2016 comprenait plus de la moitié du couvert forestier du pays. En 1991, il était noté que l'essor des pêcheries autour du lac Tchad, couplée à l'assèchement de la région, exerce une hausse de la demande en bois de feu et ainsi une pression supplémentaire sur les ressources locales.

## Conséquences: risque de pénurie et perte de la biodiversité
Comme dans d'autres pays, on retrouve des effets sur l'érosion des sols, la perturbation du cycle de l'eau, une perte de biodiversité, l'augmentation du taux de CO2 dans l'atmosphère, et l'augmentation des conflits pour la prise de contrôle des ressources. La destruction du couvert forestier et la simplification de la végétation favorisent la désertification avec la sécheresse. La consommation excédant la production, le risque d'une pénurie de bois de chauffage existe également.
La construction d'une autoroute dans l'État de Cross River menace les communautés qui en retirent des moyens de subsistance (afang ou Gnetum africanum, mangue , bitter cola et  plantes médicinales) d'une part, ainsi que l'écosystème fragile d'autre part. Le parc abrite des espèces menacées comme le gorille de Cross River.

## Politique environnementale
Les faiblesses de la protection des réserves naturelles trouvent leur origine dans la politique forestière de l'époque coloniale, combinant la nationalisation et l'exploitation intensive des forêts. L'abattage dans l’État de Cross River illustre la faiblesse des mesures de protection de l’environnement : 12 des 17 réserves créées par l'administration britannique ont été presque entièrement défrichées par les concessions entre 1960 et 1990.
En 2009, le gouvernement a adhéré au programme REDD+ et a chargé une unité de mettre en place un moratoire sur l’extraction de bois à Cross River. L'interdiction totale de la coupe, étendue en dehors des réserves et sans concertation avec les populations locales qui en dépendent, a cependant mis à mal son application. Le gouverneur Benedict Ayade, élu en 2015, a levé l'interdiction, exprimé son désaccord avec la conservation des forêts anciennes et a lancé un projet de construction d'autoroute à travers la forêt d'Ekuri. Après une forte mobilisation locale et internationale, le gouvernement de l’État accepte en 2017 de réduire la largeur de la voie et de déplacer son tracé sur d'autres villages voisins. Néanmoins, le chantier provoque encore des controverses sur son impact social et écologique.
Les politiques de reforestation n'ont souvent pas eu le succès attendu, notamment en raison d'une intégration insuffisante des populations locales à leur mise en œuvre et du manque d'alternatives au bois-énergie. 